# Platypeza unicolor
Platypeza unicolor är en tvåvingeart som beskrevs av Snow 1895. Platypeza unicolor ingår i släktet Platypeza och familjen svampflugor.
Artens utbredningsområde är Idaho. Inga underarter finns listade i Catalogue of Life.